# PSD Bank Hannover

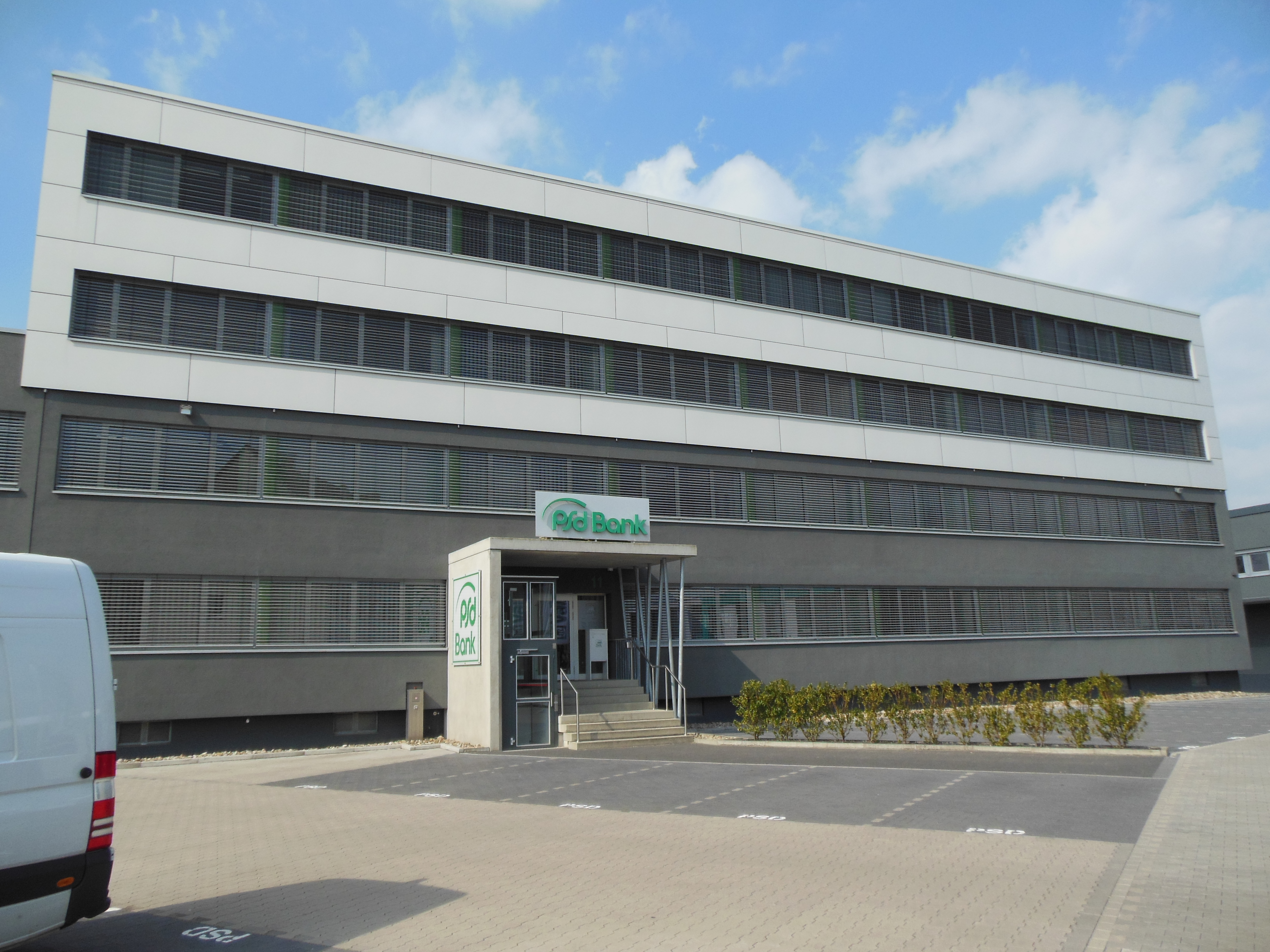
Ehemaliger Sitz, Stadtteil Vahrenwald, Jathostraße 11 (bis 2022)

Die PSD Bank Hannover eG ist eine deutsche genossenschaftliche Direktbank für Privatkunden mit Sitz in der niedersächsischen Landeshauptstadt Hannover. 

## Geschichte
Der Spar- und Vorschussverein Hannover wurde im Jahr 1903 in Post-Spar- und Darlehnsverein (PSpDV) Hannover umbenannt. Im Jahr 1998 öffnete sich der Post-, Spar- und Darlehnsverein Hannover für alle Privatkunden und wandelte zudem seine Rechtsform in eine eingetragene Genossenschaft (eG). Gleichzeitig wurde der Name des Instituts mit Eintragung im Jahr 1999 in PSD Bank Hannover eG geändert.

## Rechtsverhältnisse
Die PSD Bank Hannover eG ist im Genossenschaftsregister beim Amtsgericht Hannover unter GnR 333 eingetragen.

## Organisationsstruktur
Rechtsgrundlagen sind das Genossenschaftsgesetz und die durch die Vertreterversammlung beschlossene Satzung. Organe der Bank sind der Vorstand, der Aufsichtsrat und die Vertreterversammlung.

## Sicherungseinrichtung
Die PSD Bank Hannover eG ist der amtlich anerkannten Sicherungseinrichtung des Bundesverbandes der Deutschen Volksbanken und Raiffeisenbanken GmbH und der zusätzlichen freiwilligen Sicherungseinrichtung des Bundesverbandes der Deutschen Volksbanken und Raiffeisenbanken e. V. angeschlossen.

## Geschäftsausrichtung
Die PSD Bank Hannover eG betreibt das Universalbankgeschäft. Sie ist eine reine Privatkundenbank und bietet Geldanlagen, Konsumentenkredite, Immobilienfinanzierungen und Tagesgeld an. Im Gegensatz zu den anderen PSD Banken werden bei der PSD Bank Hannover eG keine Girokonten geführt und dementsprechend auch keine Karten ausgegeben.
Im Verbundgeschäft arbeitet sie mit der DZ Bank, R+V Versicherung, Bausparkasse Schwäbisch Hall und der Union Investment zusammen. Die PSD Bank Hannover eG gehört der PSD Bankengruppe an. Als eine der zwölf selbständigen PSD Banken ist sie Mitglied im Bundesverband der Deutschen Volksbanken und Raiffeisenbanken (BVR).

## Soziales und Sponsoring
Die PSD Bank Hannover engagiert sich bei Vereinen und Institutionen, die Kinder und Jugendliche unterstützen, u. a. die Aktion Sonnenstrahl in Hannover, Ortsverbände des Deutschen Kinderschutzbundes sowie Jugendabteilungen von mehreren Sportvereinen. Darüber hinaus ist die Bank Förderer der Kestnergesellschaft in Hannover, einem Ausstellungshaus für zeitgenössische Kunst.

## Geschäftsgebiet
Ihr Geschäftsgebiet umfasst das Bundesland Niedersachsen. Ein Großteil der Kunden kontaktiert die PSD Bank Hannover eG per Post, Telefon oder Internet. Neben der Hauptstelle existieren keine weiteren Geschäftsstellen, jedoch haben Kunden die Möglichkeit, die Kundenberater direkt im Bankgebäude in einem Kundencenter anzusprechen, in den beiden Beratungscentern oder einen Termin mit dem mobilen Außendienst abzustimmen.
An diesen Orten betreibt die Bank Filialen:
- Hannover (Hauptstelle, jur. Sitz)
- Bückeburg (Beratungscenter)
- Isenbüttel (Beratungscenter)